# T-155 프르트나
T-155 프르트나는 터키의 자주포이다. 한국의 K9 자주포의 터키식 자주포이며 한화시스템에서 기술적 지원과 라이센스 생산 지원을 해주었다

## 같이 보기
- PzH 2000
- 2S19
- AHS 크라프